# Ottumwa (Iowa)
Ottumwa – miasto w Stanach Zjednoczonych, w stanie Iowa, w hrabstwie Wapello, nad rzeką Des Moines.